# Ganganadoddi, Kollegal
Ganganadoddi là một làng thuộc tehsil Kollegal, huyện Chamarajanagar, bang Karnataka, Ấn Độ.